# Elecciones provinciales de Salta de 2019
Las elecciones generales de la provincia de Salta de 2019 se realizaron el 10 de noviembre de ese año, después de las elecciones presidenciales. En ella se eligieron gobernador y vicegobernador, diputados y senadores provinciales (electos por departamento) y concejales e intendentes (electos por municipio).
Los candidatos surgieron de las elecciones primarias abiertas, simultáneas y obligatorias (PASO) que se llevaron a cabo el 6 de octubre, quienes superaron el 1,5 % de los votos válidos afirmativos.
El resultado en las generales ganó Gustavo Sáenz con 53,64%, contra el 26,30% de Sergio Leavy. En tercer lugar quedó el diputado nacional Alfredo Olmedo con el 15%.

## Candidatos a gobernador

### Elecciones generales
| Logo                                          | Logo                                          | Partido/Alianza                                | Candidato a gobernador                        | Candidato a gobernador                        | Candidato a vicegobernador | Candidato a vicegobernador |
| --------------------------------------------- | --------------------------------------------- | ---------------------------------------------- | --------------------------------------------- | --------------------------------------------- | -------------------------- | -------------------------- |
|                                               |                                               | Frente Sáenz Gobernador                        |                                               | Gustavo Sáenz                                 |                            | Antonio Marocco            |
| - Intendente de Salta (2015-2019)             | - Intendente de Salta (2015-2019)             | Frente Sáenz Gobernador                        | - Ministro de Gobierno de Salta (2007-2009)   | - Ministro de Gobierno de Salta (2007-2009)   |                            |                            |
|                                               |                                               | Frente de Todos                                |                                               | Sergio Leavy                                  |                            | Emiliano Estrada           |
| - Diputado de la Nación Argentina (2017-2019) | - Diputado de la Nación Argentina (2017-2019) | Frente de Todos                                | - Ministro de Economía de Salta (2019)        | - Ministro de Economía de Salta (2019)        |                            |                            |
|                                               |                                               | Frente Olmedo Gobernador                       |                                               | Alfredo Olmedo                                |                            | Miguel Nanni               |
| - Diputado de la Nación Argentina (2015-2019) | - Diputado de la Nación Argentina (2015-2019) | Frente Olmedo Gobernador                       | - Diputado de la Nación Argentina (2015-2019) | - Diputado de la Nación Argentina (2015-2019) |                            |                            |
|                                               |                                               | Frente de Izquierda y de Trabajadores - Unidad |                                               | Pablo Sebastián López                         |                            | Gabriela Cerrano           |
| - Diputado de la Nación Argentina (2013-2017) | - Diputado de la Nación Argentina (2013-2017) | Frente de Izquierda y de Trabajadores - Unidad | - Senadora provincial (2013-2017)             | - Senadora provincial (2013-2017)             |                            |                            |
|                                               |                                               | Frente Grande                                  |                                               | Elia Fernández                                |                            | Diego Saravia              |
|                                               |                                               | Frente Grande                                  | - Concejal de Salta (2007-2009)               |                                               |                            |                            |

### Elecciones primarias
Estos candidatos no recibieron al menos el 3% de los votos en las elecciones primarias para pasar a las elecciones generales, o bien, fueron superados por su contrincante de la interna partidaria.
| Logo                                        | Logo                                        | Partido/Alianza                                | Candidato a gobernador                | Candidato a gobernador                | Candidato a vicegobernador | Candidato a vicegobernador |
| ------------------------------------------- | ------------------------------------------- | ---------------------------------------------- | ------------------------------------- | ------------------------------------- | -------------------------- | -------------------------- |
|                                             |                                             | Frente de Todos                                |                                       | Miguel Isa                            |                            | Lucía Doljanin             |
| - Vicegobernador de Salta (2015-2019)       | - Vicegobernador de Salta (2015-2019)       | Frente de Todos                                | - Coordinadora de la Asociación Manos | - Coordinadora de la Asociación Manos |                            |                            |
|                                             |                                             | Frente de Izquierda y de Trabajadores - Unidad |                                       | Violeta Gil                           |                            | Samuel Huerga              |
| - Concejal de Villa San Lorenzo (2013-2017) | - Concejal de Villa San Lorenzo (2013-2017) | Frente de Izquierda y de Trabajadores - Unidad | - Periodista y docente                | - Periodista y docente                |                            |                            |
|                                             | Andrea Villegas                             | Frente de Izquierda y de Trabajadores - Unidad |                                       | Omar Orozco                           |                            |                            |
| - Polítologa                                |                                             | Frente de Izquierda y de Trabajadores - Unidad |                                       |                                       |                            |                            |

## Renovación legislativa
| Departamento           | Cámara de Diputados | Cámara de Diputados | Cámara de Senadores | Cámara de Senadores |
| Departamento           | Diputados           | A renovar           | Senadores           | A renovar           |
| ---------------------- | ------------------- | ------------------- | ------------------- | ------------------- |
| Anta                   | 3                   | —                   | 1                   | 1                   |
| Cachi                  | 1                   | —                   | 1                   | —                   |
| Cafayate               | 1                   | —                   | 1                   | —                   |
| Capital                | 19                  | 9                   | 1                   | —                   |
| Cerrillos              | 2                   | 2                   | 1                   | 1                   |
| Chicoana               | 1                   | —                   | 1                   | —                   |
| General Güemes         | 2                   | 2                   | 1                   | —                   |
| General San Martín     | 6                   | 3                   | 1                   | 1                   |
| Guachipas              | 1                   | 1                   | 1                   | —                   |
| Iruya                  | 1                   | —                   | 1                   | 1                   |
| La Caldera             | 1                   | 1                   | 1                   | —                   |
| La Candelaria          | 1                   | 1                   | 1                   | 1                   |
| La Poma                | 1                   | 1                   | 1                   | —                   |
| La Viña                | 1                   | 1                   | 1                   | 1                   |
| Los Andes              | 1                   | 1                   | 1                   | —                   |
| Metán                  | 3                   | —                   | 1                   | 1                   |
| Molinos                | 1                   | 1                   | 1                   | —                   |
| Orán                   | 6                   | 3                   | 1                   | 1                   |
| Rivadavia              | 2                   | —                   | 1                   | 1                   |
| Rosario de la Frontera | 2                   | —                   | 1                   | 1                   |
| Rosario de Lerma       | 2                   | 2                   | 1                   | —                   |
| San Carlos             | 1                   | 1                   | 1                   | —                   |
| Santa Victoria         | 1                   | 1                   | 1                   | 1                   |
| Total                  | 60                  | 30                  | 23                  | 11                  |

## Resultados

### Primarias
| Partido/Alianza        | Partido/Alianza                                | Interna               | Fórmula               | Fórmula               | Interna               | Interna               | Partido   | Partido |
| Partido/Alianza        | Partido/Alianza                                | Interna               | Gobernador            | Vicegobernador        | Votos                 | %                     | Votos     | %       |
| ---------------------- | ---------------------------------------------- | --------------------- | --------------------- | --------------------- | --------------------- | --------------------- | --------- | ------- |
|                        | Frente Sáenz Gobernador                        | Sáenz Gobernador      | Gustavo Sáenz         | Antonio Marocco       | 292.690               | 100                   | 292.690   | 42,82   |
|                        | Frente de Todos                                | Celeste y Blanca      | Sergio Leavy          | Emiliano Estrada      | 163.527               | 74,24                 | 220.278   | 32,22   |
| El Futuro es con Todos | Frente de Todos                                | Miguel Isa            | Lucía Doljanin        | 56.751                | 25,76                 |                       | 220.278   | 32,22   |
|                        | Frente Olmedo Gobernador                       | Olmedo Gobernador     | Alfredo Olmedo        | Miguel Nanni          | 132.604               | 100                   | 132.604   | 19,40   |
|                        | Frente de Izquierda y de Trabajadores - Unidad | Unidad (PO-PTS)       | Pablo Sebastián López | Gabriela Cerrano      | 12.053                | 49,05                 | 24.573    | 3,59    |
| Política Obrera (PO)   | Frente de Izquierda y de Trabajadores - Unidad | Violeta Gil           | Samuel Huerga         | 7.189                 | 29,26                 |                       | 24.573    | 3,59    |
| Nueva Izquierda (MST)  | Frente de Izquierda y de Trabajadores - Unidad | Andrea Villegas       | Omar Orozco           | 5.331                 | 21,69                 |                       | 24.573    | 3,59    |
|                        | Frente Grande                                  | Todos Tenemos Futuro  | Elia Fernández        | Diego Saravia         | 13.437                | 100                   | 13.437    | 1,97    |
| Votos afirmativos      | Votos afirmativos                              | Votos afirmativos     | Votos afirmativos     | Votos afirmativos     | Votos afirmativos     | Votos afirmativos     | 683.582   | 96,87   |
| Votos en blanco        | Votos en blanco                                | Votos en blanco       | Votos en blanco       | Votos en blanco       | Votos en blanco       | Votos en blanco       | 21.964    | 3,11    |
| Votos nulos            | Votos nulos                                    | Votos nulos           | Votos nulos           | Votos nulos           | Votos nulos           | Votos nulos           | 121       | 0,02    |
| Participación          | Participación                                  | Participación         | Participación         | Participación         | Participación         | Participación         | 705.667   | 68,79   |
| Electores registrados  | Electores registrados                          | Electores registrados | Electores registrados | Electores registrados | Electores registrados | Electores registrados | 1.025.761 | 100     |
| Fuente:                |                                                |                       |                       |                       |                       |                       |           |         |

### Gobernador y vicegobernador
| Fórmula               | Fórmula               | Partido               | Partido                                        | Votos     | %     |
| Gobernador            | Vicegobernador        | Partido               | Partido                                        | Votos     | %     |
| --------------------- | --------------------- | --------------------- | ---------------------------------------------- | --------- | ----- |
| Gustavo Sáenz         | Antonio Marocco       |                       | Frente Sáenz Gobernador                        | 377.389   | 53,65 |
| Sergio Leavy          | Emiliano Estrada      |                       | Frente de Todos                                | 184.987   | 26,30 |
| Alfredo Olmedo        | Miguel Nanni          |                       | Frente Olmedo Gobernador                       | 107.894   | 15,34 |
| Pablo Sebastián López | Gabriela Cerrano      |                       | Frente de Izquierda y de Trabajadores - Unidad | 17.045    | 2,42  |
| Elia Fernández        | Diego Saravia         |                       | Frente Grande                                  | 16.104    | 2,29  |
| Votos afirmativos     | Votos afirmativos     | Votos afirmativos     | Votos afirmativos                              | 703.419   | 97,48 |
| Votos en blanco       | Votos en blanco       | Votos en blanco       | Votos en blanco                                | 18.100    | 2,51  |
| Votos nulos           | Votos nulos           | Votos nulos           | Votos nulos                                    | 104       | 0,01  |
| Participación         | Participación         | Participación         | Participación                                  | 721.623   | 70,25 |
| Electores registrados | Electores registrados | Electores registrados | Electores registrados                          | 1.027.220 | 100   |
| Fuente:               |                       |                       |                                                |           |       |

### Cámara de Diputados
| ← 2017 · Cámara de Diputados · 2021 → | ← 2017 · Cámara de Diputados · 2021 →            | ← 2017 · Cámara de Diputados · 2021 →          | ← 2017 · Cámara de Diputados · 2021 → | ← 2017 · Cámara de Diputados · 2021 → | ← 2017 · Cámara de Diputados · 2021 → |
| Partido                               | Partido                                          | Partido                                        | Votos                                 | %                                     | Bancas                                |
| ------------------------------------- | ------------------------------------------------ | ---------------------------------------------- | ------------------------------------- | ------------------------------------- | ------------------------------------- |
|                                       |                                                  | Frente Sáenz Gobernador                        | 74.000                                | 13,04                                 | 6/30                                  |
|                                       | Partido Identidad Salteña                        | 67.300                                         | 11,86                                 | 4/30                                  |                                       |
|                                       | Todos por Salta                                  | 55.275                                         | 9,74                                  | 3/30                                  |                                       |
|                                       | Propuesta Republicana                            | 25.504                                         | 4,49                                  | 1/30                                  |                                       |
|                                       | Frente Plural                                    | 25.016                                         | 4,41                                  | 1/30                                  |                                       |
|                                       | Partido Fe                                       | 14.578                                         | 2,57                                  | 1/30                                  |                                       |
|                                       | Primero Salta                                    | 13.331                                         | 2,35                                  |                                       |                                       |
|                                       | Unión Victoria Popular                           | 4.612                                          | 0,81                                  |                                       |                                       |
| Total Frente Sáenz Gobernador         | Total Frente Sáenz Gobernador                    | Total Frente Sáenz Gobernador                  | 279.616                               | 49,27                                 | 16/30                                 |
|                                       |                                                  | Partido de la Victoria                         | 80.616                                | 14,20                                 | 6/30                                  |
|                                       | Partido Justicialista                            | 48.136                                         | 8,48                                  | 4/30                                  |                                       |
|                                       | Movimiento Libres del Sur                        | 24.417                                         | 4,30                                  | 1/30                                  |                                       |
|                                       | Izquierda Popular                                | 17.204                                         | 3,03                                  |                                       |                                       |
|                                       | Kolina                                           | 7.288                                          | 1,28                                  |                                       |                                       |
|                                       | Felicidad                                        | 5.420                                          | 0,95                                  |                                       |                                       |
|                                       | Frente de Todos                                  | 3.049                                          | 0,54                                  |                                       |                                       |
|                                       | Partido de la Cultura, la Educación y el Trabajo | 1.047                                          | 0,18                                  |                                       |                                       |
|                                       | Instrumento Electoral por la Unidad Popular      | 602                                            | 0,11                                  |                                       |                                       |
| Total Frente de Todos                 | Total Frente de Todos                            | Total Frente de Todos                          | 187.779                               | 33,09                                 | 11/30                                 |
|                                       |                                                  | Frente Olmedo Gobernador                       | 43.082                                | 7,59                                  | 2/30                                  |
|                                       | Unión Cívica Radical                             | 32.815                                         | 5,78                                  | 1/30                                  |                                       |
|                                       | Ahora Patria                                     | 1.452                                          | 0,26                                  |                                       |                                       |
|                                       | Partido Renovador de Salta                       | 976                                            | 0,17                                  |                                       |                                       |
| Total Frente Olmedo Gobernador        | Total Frente Olmedo Gobernador                   | Total Frente Olmedo Gobernador                 | 78.325                                | 13,80                                 | 3/30                                  |
|                                       | Frente de Izquierda y de Trabajadores - Unidad   | Frente de Izquierda y de Trabajadores - Unidad | 15.674                                | 2,76                                  |                                       |
|                                       | Frente Grande                                    | Frente Grande                                  | 6.160                                 | 1,09                                  |                                       |
| Votos positivos                       | Votos positivos                                  | Votos positivos                                | 567.554                               | 95,33                                 |                                       |
| Votos en blanco                       | Votos en blanco                                  | Votos en blanco                                | 27.702                                | 4,65                                  |                                       |
| Votos nulos                           | Votos nulos                                      | Votos nulos                                    | 94                                    | 0,02                                  |                                       |
| Participación                         | Participación                                    | Participación                                  | 595.350                               | 70,17                                 |                                       |
| Electores registrados                 | Electores registrados                            | Electores registrados                          | 848.422                               | 100                                   |                                       |
| Fuentes:                              |                                                  |                                                |                                       |                                       |                                       |

#### Resultados por departamento
| Capital 9 Diputados            | Capital 9 Diputados                              | Capital 9 Diputados | Capital 9 Diputados | Capital 9 Diputados | Capital 9 Diputados |
| Partido                        | Partido                                          | Votos               | %                   | Bancas              | Candidatos |
| ------------------------------ | ------------------------------------------------ | ------------------- | ------------------- | ------------------- | --- |
|                                | Todos por Salta                                  | 55.275              | 18,78               | 3/9                 | Ver candidatos: 1. Mónica Gabriela Juárez 2. Omar Exeni Armiñana 3. Noelia Rigo 4. Néstor Alfredo Aguilar Norry 5. Aida Paola Chali 6. Federico Pablo Said Assaf 7. Micaela Godoy Aguirrebengoa 8. Carlos Agustín Suárez Terroba 9. Sofía Noel Paz                               |
|                                | Partido Identidad Salteña                        | 51.018              | 17,33               | 2/9                 | Ver candidatos: 1. Matías Cánepa 2. María del Socorro Villamayor 3. Enrique Daniel Sansone 4. Agustina Gallo Pulo 5. Ricardo Alejandro Passarell 6. Adriana Isabel López 7. Ángel Horacio Ortiz 8. Nélida Gabriela Gaspar 9. Héctor Ezequiel Vargas                              |
|                                | Frente Olmedo Gobernador                         | 36.632              | 12,44               | 2/9                 | Ver candidatos: 1. Cristina Fiore 2. Carlos Zapata 3. Julieta Perdigón Weber 4. Marcelo Armando Hoyos 5. Silvia Lorena Del Mi Zurita 6. Bruno Masciarelli 7. Silvia Graciela Pardo Hernández 8. Fernando Gómez 9. Carina Alejandra Guari                                         |
|                                | Propuesta Republicana                            | 25.504              | 8,66                | 1/9                 | Ver candidatos: 1. Martín de los Ríos 2. Laura Cartuccia 3. Nicolás Avellaneda 4. Carolina Zuviría 5. Antonio de los Ríos Plaza 6. Nancy Roxana Clemente 7. Carlos Alberto Fallo 8. Carolina Inés Tellechea 9. Oscar Rubén Mussas                                                |
|                                | Frente Plural                                    | 25.016              | 8,49                | 1/9                 | Ver candidatos: 1. Adrián Alfredo Valenzuela Giantomasi 2. Carmen Emilce Raquel Maury 3. Esteban Carral Cook 4. Rosana Paola Soraya Cruz 5. Guillermo Javier Alcoba 6. Marisa del Milagro Figueroa 7. Pablo Ignacio Torres 8. Daniela del Valle Viñaval 9. Luis Alberto Alvarado |
|                                | Partido de la Victoria                           | 17.483              | 5,94                | 0/9                 | Ver candidatos: 1. Martín Alejandro del Frari 2. Paola de los Ángeles Delgado 3. Luis Roberto Ramos 4. Claudia Marcela Serrano 5. Walter Loreto Amadeo Vitalesta 6. María Eugenia Mercedes Yaique 7. Fernando Amado Juane 8. María Pía Ceballos 9. Rubén Velarde                 |
|                                | Movimiento Libres del Sur                        | 13.901              | 4,72                | 0/9                 | Ver candidatos: 1. Carlos Fernando Morello 2. Malvina Mercedes Gareca 3. Jesús Rodolfo Bertres 4. Marta Espada 5. Tomás Rafael Alejandro Armella 6. Beatriz Berta Vega 7. Pablo Alejandro Ávila 8. Leonor Caucota 9. Agustín Alejandro Bovo                                      |
|                                | Primero Salta                                    | 13.331              | 4,52                | 0/9                 | Ver candidatos: 1. Mario Peña 2. Natalia Suppa 3. Alberto Ramón Barros 4. Carolina Telma Am 5. Bruno Dante Cruz 6. Laura Marcela Soto 7. Pablo Esteban Fayon Medina 8. Romina Lorena Tapia 9. Ignacio Francisco Cadena                                                           |
|                                | Izquierda Popular                                | 12.728              | 4,32                | 0/9                 | Ver candidatos: 1. Tupac Vladimir Puggioni 2. Marta Alicia Oviedo 3. Guillermo Salvador Espin 4. Michelle Anabella Canto 5. Diego Alejandro Durand 6. Emilia Magdalena Juárez 7. Vladimir Israel Barja 8. Romina Soledad Zalazar Sánchez 9. Jesús César Medina                   |
|                                | Unión Cívica Radical                             | 11.263              | 3,82                | 0/9                 | Ver candidatos: 1. Francisco Laiseca 2. Natalia Abigail Toro 3. José Alberto Ramos 4. Olga María Susana López 5. Mariano Corona Bevaqua 6. Silvia Susana Guerrero 7. Facundo Javier Bettella 8. Adriana Mariel Escalante 9. Enzo David Barrios Juárez                            |
|                                | Frente de Izquierda y de Trabajadores - Unidad   | 10.990              | 3,73                | 0/9                 | Ver candidatos: 1. Cristina Inés Foffani 2. José Eduardo Britos 3. Daniela Planes 4. Rodolfo Héctor Burgos 5. Gabriela Jorge 6. César Daza 7. Carmen Rosa Venencia 8. Juan Carlos Zerda Martínez 9. Patricia Poblete                                                             |
|                                | Partido Fe                                       | 7.656               | 2,60                | 0/9                 | Ver candidatos: 1. Cristina Gómez 2. Oscar Sebastián Otero 3. Adrián Verónica Menéndez García 4. Juan Pablo Montellano 5. Nora Fernández 6. Sebastián Álvarez 7. Claudia Sofía Liendro Ledesma 8. Martín García Cainzo 9. María Gabriela Homez                                   |
|                                | Kolina                                           | 6.185               | 2,10                | 0/9                 | Ver candidatos: 1. Diego Armando Arroyo 2. Raquel Llaya 3. Luis Antonio Herrera 4. María Mercedes Mentesana 5. Milenko Juan Jurcich 6. Juana Marcela Ramos 7. Ricardo Augusto Wilde 8. Nancy Liliana Torres 9. Sergio Emilio Figueroa                                            |
|                                | Partido Justicialista                            | 4.689               | 1,59                | 0/9                 | Ver candidatos: 1. Arnaldo Abel Ramos 2. Telma Florencia Gómez 3. Alejandro San Millán 4. Matilde Epifanía Balduzzi 5. Rodrigo Samuel Katsinis 6. Clelia Ávalos 7. Ángel Augusto Sarmiento 8. Agustina Godard 9. Rodolfo Lorenzo Antonelli                                       |
|                                | Unión Victoria Popular                           | 2.640               | 0,89                | 0/9                 | Ver candidatos: 1. Norma Edith Speigher 2. Adrián Orlando Tolosa 3. Nélida Adelaida Bayón 4. Hugo Rubén Fernández 5. Mónica del Valle Zurita 6. Ramón Emilio Sandoval 7. Zulema Beatriz Padilla Puntano 8. Eduardo Omar Pereyra 9. Fabiola Elizabeth Pereyra                     |
| Votos positivos                | Votos positivos                                  | 294.311             | 94,76               |                     | |
| Votos en blanco                | Votos en blanco                                  | 16.274              | 5,23                |                     | |
| Votos nulos                    | Votos nulos                                      | 51                  | 0,01                |                     | |
| Participación                  | Participación                                    | 310.636             | 71,41               |                     | |
| Electores registrados          | Electores registrados                            | 435.004             | 100                 |                     | |
| Cerrillos 2 Diputados          |                                                  |                     |                     |                     | |
| Partido                        | Partido                                          | Votos               | %                   | Bancas              | Candidatos |
|                                | Partido Fe                                       | 6.922               | 26,50               | 1/2                 | 1. Gonzalo Caro Dávalos 2. Celia Alejandra Alancay |
|                                | Partido Identidad Salteña                        | 6.296               | 24,11               | 1/2                 | 1. Luis Fernando Albeza 2. Silvia Ester Marina Escalante |
|                                | Partido Justicialista                            | 4.791               | 18,34               | 0/2                 | 1. Alberto Luis Abadía 2. Silvia Nélida Kratky |
|                                | Partido de la Victoria                           | 2.567               | 9,83                | 0/2                 | 1. Adrián Gonzalo Nicolás Ustarez 2. Mónica Adriana Palomo |
|                                | Izquierda Popular                                | 2.180               | 8,34                | 0/2                 | 1. Mario Raúl Ábalos 2. Sonia Adriana Ábalos |
|                                | Unión Cívica Radical                             | 1.463               | 5,60                | 0/2                 | 1. Consuelo Saravia Frías 2. Roberto José Herrera |
|                                | Ahora Patria                                     | 1.452               | 5,56                | 0/2                 | 1. Jorge Daniel Roldán 2. Andrea Julieta González |
|                                | Instrumento Electoral por la Unidad Popular      | 442                 | 1,69                | 0/2                 | 1. Rubén Alberto Romano Güemes 2. Rita Almazan |
| Votos positivos                | Votos positivos                                  | 26.113              | 94,29               |                     | |
| Votos en blanco                | Votos en blanco                                  | 1.580               | 5,70                |                     | |
| Votos nulos                    | Votos nulos                                      | 0                   | 0,00                |                     | |
| Participación                  | Participación                                    | 27.693              | 76,83               |                     | |
| Electores registrados          | Electores registrados                            | 36.044              | 100                 |                     | |
| General Güemes 2 Diputados     |                                                  |                     |                     |                     | |
| Partido                        | Partido                                          | Votos               | %                   | Bancas              | Candidatos |
|                                | Partido Identidad Salteña                        | 8.223               | 28,58               | 1/2                 | 1. Daniel Alejandro Segura Giménez 2. Nair Alejandra Martínez |
|                                | Frente Sáenz Gobernador                          | 7.752               | 26,94               | 1/2                 | 1. Germán Darío Rallé 2. Silvia Mariana Ibarra |
|                                | Partido Justicialista                            | 5.832               | 20,27               | 0/2                 | 1. Marcelo Quiroga 2. Liliana Beatriz Santillán |
|                                | Felicidad                                        | 3.050               | 10,60               | 0/2                 | 1. Juan Emilio Fernández Molina 2. Teresa del Socorro Gutiérrez |
|                                | Frente Olmedo Gobernador                         | 1.645               | 5,71                | 0/2                 | 1. Marta Clelia López 2. Daniel Germán Cejas |
|                                | Partido de la Victoria                           | 890                 | 3,09                | 0/2                 | 1. Dévora Karina Vásquez 2. Ariel Gustavo Herrera |
|                                | Frente de Izquierda y de Trabajadores - Unidad   | 802                 | 2,78                | 0/2                 | 1. Pablo Darío Arancibia 2. Haydee Carina Juncos Ossan |
|                                | Frente Grande                                    | 572                 | 1,98                | 0/2                 | 1. Nahuel Alberto Rodríguez 2. Marcela Patricia Olivera |
| Votos positivos                | Votos positivos                                  | 28.766              | 97,01               |                     | |
| Votos en blanco                | Votos en blanco                                  | 886                 | 2,98                |                     | |
| Votos nulos                    | Votos nulos                                      | 0                   | 0,00                |                     | |
| Participación                  | Participación                                    | 29.652              | 74,26               |                     | |
| Electores registrados          | Electores registrados                            | 39.925              | 100                 |                     | |
| General San Martín 3 Diputados |                                                  |                     |                     |                     | |
| Partido                        | Partido                                          | Votos               | %                   | Bancas              | Candidatos |
|                                | Partido de la Victoria                           | 36.052              | 43,09               | 2/3                 | 1. Franco Esteban Francisco Hernández Berni 2. Ana Laura Córdoba 3. José Fernando Ibañéz |
|                                | Unión Cívica Radical                             | 14.095              | 16,84               | 1/3                 | 1. Matías Monteagudo 2. María Margarita Rauch 3. Rafael Andrés Delgadillo |
|                                | Partido Justicialista                            | 13.930              | 16,65               | 0/3                 | 1. Adrián Marcelo Rua Almaraz 2. Susana Mabel Miranda 3. Daniel Fernando Córdoba |
|                                | Frente Sáenz Gobernador                          | 13.142              | 15,71               | 0/3                 | 1. "Lucas" Cisneros 2. Mónica Sandra Daiub 3. Néstor Horacio Miranda |
|                                | Frente Grande                                    | 2.882               | 3,44                | 0/3                 | 1. María Luisa Carrizo 2. Daniel Pablo Alderete 3. Ana Gladis Ángel |
|                                | Unión Victoria Popular                           | 1.813               | 2,16                | 0/3                 | 1. Sandra del Huerto Ardiles 2. Ángel Enrique Britos 3. Gabriela Soledad Guerrero |
|                                | Frente de Izquierda y de Trabajadores - Unidad   | 1.738               | 2,07                | 0/3                 | 1. Hernán Favio Paz 2. Blanca Azucena Yepe 3. Ramón Horacio Córdoba |
| Votos positivos                | Votos positivos                                  | 83.652              | 96,32               |                     | |
| Votos en blanco                | Votos en blanco                                  | 3.190               | 3,67                |                     | |
| Votos nulos                    | Votos nulos                                      | 23                  | 0,02                |                     | |
| Participación                  | Participación                                    | 86.865              | 65,39               |                     | |
| Electores registrados          | Electores registrados                            | 132.846             | 100                 |                     | |
| Guachipas 1 Diputado           |                                                  |                     |                     |                     | |
| Partido                        | Partido                                          | Votos               | %                   | Bancas              | Candidatos |
|                                | Partido Justicialista                            | 997                 | 41,24               | 1/1                 | 1. Ernesto Gerardo Guanca |
|                                | Movimiento Libres del Sur                        | 971                 | 40,17               | 0/1                 | 1. Diego Evaristo Cari |
|                                | Frente Sáenz Gobernador                          | 171                 | 7,07                | 0/1                 | 1. Federico Adolfo Benavídez |
|                                | Partido de la Victoria                           | 94                  | 3,88                | 0/1                 | 1. Ana Cristina Mamaní |
|                                | Felicidad                                        | 94                  | 3,88                | 0/1                 | 1. Efraín "Beka" Pereira |
|                                | Unión Cívica Radical                             | 83                  | 3,43                | 0/1                 | 1. Diego Armando Alancay |
|                                | Izquierda Popular                                | 7                   | 0,28                | 0/1                 | 1. Gonzalo Rubén Vázquez Soria |
| Votos positivos                | Votos positivos                                  | 2.417               | 97,73               |                     | |
| Votos en blanco                | Votos en blanco                                  | 56                  | 2,26                |                     | |
| Votos nulos                    | Votos nulos                                      | 2                   | 0,08                |                     | |
| Participación                  | Participación                                    | 2.475               | 77,01               |                     | |
| Electores registrados          | Electores registrados                            | 3.214               | 100                 |                     | |
| La Caldera 1 Diputado          |                                                  |                     |                     |                     | |
| Partido                        | Partido                                          | Votos               | %                   | Bancas              | Candidatos |
|                                | Frente Sáenz Gobernador                          | 4.760               | 51,68               | 1/1                 | 1. Gustavo Javier Pantaleón |
|                                | Frente de Todos                                  | 3.049               | 33,10               | 0/1                 | 1. Juan Martín Moreyra |
|                                | Frente Olmedo Gobernador                         | 1.401               | 15,21               | 0/1                 | 1. Agustín Figueroa |
| Votos positivos                | Votos positivos                                  | 9.210               | 92,55               |                     | |
| Votos en blanco                | Votos en blanco                                  | 741                 | 7,44                |                     | |
| Votos nulos                    | Votos nulos                                      | 0                   | 0,00                |                     | |
| Participación                  | Participación                                    | 9.951               | 74,88               |                     | |
| Electores registrados          | Electores registrados                            | 13.289              | 100                 |                     | |
| La Candelaria 1 Diputado       |                                                  |                     |                     |                     | |
| Partido                        | Partido                                          | Votos               | %                   | Bancas              | Candidatos |
|                                | Movimiento Libres del Sur                        | 1.786               | 40,31               | 1/1                 | 1. Francisco Fabio Rodríguez |
|                                | Frente Sáenz Gobernador                          | 1.536               | 34,67               | 0/1                 | 1. Dominga Eugenia Aguilera |
|                                | Partido Identidad Salteña                        | 955                 | 21,55               | 0/1                 | 1. Fabricio Iván Díaz |
|                                | Kolina                                           | 153                 | 3,45                | 0/1                 | 1. Fabián Esteban Sanguino |
| Votos positivos                | Votos positivos                                  | 4.430               | 95,63               |                     | |
| Votos en blanco                | Votos en blanco                                  | 202                 | 4,36                |                     | |
| Votos nulos                    | Votos nulos                                      | 1                   | 0,02                |                     | |
| Participación                  | Participación                                    | 4.633               | 84,54               |                     | |
| Electores registrados          | Electores registrados                            | 5.480               | 100                 |                     | |
| La Poma 1 Diputado             |                                                  |                     |                     |                     | |
| Partido                        | Partido                                          | Votos               | %                   | Bancas              | Candidatos |
|                                | Partido de la Victoria                           | 518                 | 46,66               | 1/1                 | 1. Roberto Ángel Bonifacio |
|                                | Frente Sáenz Gobernador                          | 490                 | 44,14               | 0/1                 | 1. Rubén Amado Sarapura |
|                                | Kolina                                           | 102                 | 9,18                | 0/1                 | 1. Héctor Mario Rivero |
| Votos positivos                | Votos positivos                                  | 1.110               | 95,52               |                     | |
| Votos en blanco                | Votos en blanco                                  | 52                  | 4,47                |                     | |
| Votos nulos                    | Votos nulos                                      | 0                   | 0,00                |                     | |
| Participación                  | Participación                                    | 1.162               | 82,00               |                     | |
| Electores registrados          | Electores registrados                            | 1.417               | 100                 |                     | |
| La Viña 1 Diputado             |                                                  |                     |                     |                     | |
| Partido                        | Partido                                          | Votos               | %                   | Bancas              | Candidatos |
|                                | Frente Sáenz Gobernador                          | 3.416               | 62,96               | 1/1                 | 1. Esteban Amat |
|                                | Partido de la Victoria                           | 1.248               | 23,00               | 0/1                 | 1. Pedro Federico Aguirre |
|                                | Felicidad                                        | 570                 | 10,50               | 0/1                 | 1. "Guada" García |
|                                | Frente Olmedo Gobernador                         | 191                 | 3,52                | 0/1                 | 1. Jorge Ricardo Benavides |
| Votos positivos                | Votos positivos                                  | 5.425               | 96,92               |                     | |
| Votos en blanco                | Votos en blanco                                  | 172                 | 3,07                |                     | |
| Votos nulos                    | Votos nulos                                      | 0                   | 0,00                |                     | |
| Participación                  | Participación                                    | 5.597               | 78,26               |                     | |
| Electores registrados          | Electores registrados                            | 7.151               | 100                 |                     | |
| Los Andes 1 Diputado           |                                                  |                     |                     |                     | |
| Partido                        | Partido                                          | Votos               | %                   | Bancas              | Candidatos |
|                                | Partido Justicialista                            | 1.766               | 45,03               | 1/1                 | 1. Azucena Atanasia Salva |
|                                | Frente Sáenz Gobernador                          | 892                 | 22,74               | 0/1                 | 1. Juan Santos Calpanchay |
|                                | Partido de la Victoria                           | 603                 | 15,37               | 0/1                 | 1. Santos Casimiro |
|                                | Frente Olmedo Gobernador                         | 415                 | 10,58               | 0/1                 | 1. Mario Roberto Sanguezo |
|                                | Instrumento Electoral por la Unidad Popular      | 160                 | 4,08                | 0/1                 | 1. Lorena Lía del Socorro Rojas |
|                                | Felicidad                                        | 85                  | 2,16                | 0/1                 | 1. Miguel Orlando Siares |
| Votos positivos                | Votos positivos                                  | 3.921               | 95,54               |                     | |
| Votos en blanco                | Votos en blanco                                  | 183                 | 4,45                |                     | |
| Votos nulos                    | Votos nulos                                      | 0                   | 0,00                |                     | |
| Participación                  | Participación                                    | 4.104               | 71,47               |                     | |
| Electores registrados          | Electores registrados                            | 5.742               | 100                 |                     | |
| Molinos 1 Diputado             |                                                  |                     |                     |                     | |
| Partido                        | Partido                                          | Votos               | %                   | Bancas              | Candidatos |
|                                | Partido Justicialista                            | 2.309               | 65,97               | 1/1                 | 1. Fabio Enrique López |
|                                | Frente Sáenz Gobernador                          | 755                 | 21,57               | 0/1                 | 1. Segunda Marilina Guaymás |
|                                | Partido de la Victoria                           | 436                 | 12,45               | 0/1                 | 1. Normando Fermín Gonza |
| Votos positivos                | Votos positivos                                  | 3.500               | 97,06               |                     | |
| Votos en blanco                | Votos en blanco                                  | 106                 | 2,93                |                     | |
| Votos nulos                    | Votos nulos                                      | 0                   | 0,00                |                     | |
| Participación                  | Participación                                    | 3.606               | 78,03               |                     | |
| Electores registrados          | Electores registrados                            | 4.621               | 100                 |                     | |
| Orán 3 Diputados               |                                                  |                     |                     |                     | |
| Partido                        | Partido                                          | Votos               | %                   | Bancas              | Candidatos |
|                                | Frente Sáenz Gobernador                          | 30.039              | 43,07               | 2/3                 | 1. Patricia del Carmen Hucena 2. Martín Miguel Pérez 3. Melisa Cecilia Méndez Hucena |
|                                | Partido de la Victoria                           | 12.872              | 18,45               | 1/3                 | 1. Jorgelina Silvana Juárez 2. José Antonio Castro Videla 3. Sofía del Valle Burela |
|                                | Partido Justicialista                            | 10.364              | 14,86               | 0/3                 | 1. Javier Arnaldo Tártalo 2. Alicia Vilma Schulz 3. Argentino Amado Barrios |
|                                | Unión Cívica Radical                             | 5.911               | 8,47                | 0/3                 | 1. Norberto Gabriel Ru 2. Ana Emilia Ruiz 3. Nicolás Quintana |
|                                | Movimiento Libres del Sur                        | 4.125               | 5,91                | 0/3                 | 1. Laura Elizabeth Moyano 2. Carlos Eduardo Dormhan 3. Karina de los Ángeles Erazu |
|                                | Frente Grande                                    | 2.097               | 3,00                | 0/3                 | 1. Walter Marcial Zárate 2. Marcela Claudia García 3. Felipe Neri Paredes |
|                                | Frente de Izquierda y de Trabajadores - Unidad   | 1.758               | 2,52                | 0/3                 | 1. Mariana Palacios 2. José Pablo Salina 3. María del Valle Chaile |
|                                | Felicidad                                        | 1.518               | 2,17                | 0/3                 | 1. Tomás Lino Cano 2. Lidia Eliana Villagrán 3. Sergio Omar Reales |
|                                | Partido de la Cultura, la Educación y el Trabajo | 1.047               | 1,50                | 0/3                 | 1. Víctor René Agüero 2. Luciana Daud Álvarez 3. Manuel Cirilo Páez |
| Votos positivos                | Votos positivos                                  | 69.731              | 96,01               |                     | |
| Votos en blanco                | Votos en blanco                                  | 2.896               | 3,98                |                     | |
| Votos nulos                    | Votos nulos                                      | 14                  | 0,01                |                     | |
| Participación                  | Participación                                    | 72.641              | 63,28               |                     | |
| Electores registrados          | Electores registrados                            | 114.792             | 100                 |                     | |
| Rosario de Lerma 2 Diputados   |                                                  |                     |                     |                     | |
| Partido                        | Partido                                          | Votos               | %                   | Bancas              | Candidatos |
|                                | Frente Sáenz Gobernador                          | 9.319               | 36,45               | 1/2                 | 1. Ignacio Jarsún 2. Mabel Verónica Janeth Barboza |
|                                | Partido de la Victoria                           | 4.903               | 19,18               | 1/2                 | 1. Lino Fernando Yonar 2. Carolina Gabriela Reartes |
|                                | Movimiento Libres del Sur                        | 3.634               | 14,21               | 0/2                 | 1. Nora del Valle Yapura 2. Gabriel Fernando Dragisich |
|                                | Frente Olmedo Gobernador                         | 2.798               | 10,94               | 0/2                 | 1. Ricardo Colque 2. María Cristina López |
|                                | Izquierda Popular                                | 2.289               | 8,95                | 0/2                 | 1. Servando José Gutiérrez 2. Estela del Carmen Acuña |
|                                | Partido Renovador de Salta                       | 976                 | 3,81                | 0/2                 | 1. Ernesto Miroslavo Etevoric 2. Miriam Silvina Canchi |
|                                | Frente Grande                                    | 609                 | 2,38                | 0/2                 | 1. Fernando Pérez 2. Edith Karina Galván |
|                                | Partido Justicialista                            | 546                 | 2,13                | 0/2                 | 1. Eduardo Gabriel Moreno 2. Teresa Mariela Barboza |
|                                | Frente de Izquierda y de Trabajadores - Unidad   | 386                 | 1,50                | 0/2                 | 1. Facundo Germán López 2. Ana María Zambrano |
|                                | Felicidad                                        | 103                 | 0,40                | 0/2                 | 1. Luis Argentino Zambrano 2. Candelaria Nélida Martínez |
| Votos positivos                | Votos positivos                                  | 25.563              | 96,19               |                     | |
| Votos en blanco                | Votos en blanco                                  | 1.012               | 3,80                |                     | |
| Votos nulos                    | Votos nulos                                      | 1                   | 0,00                |                     | |
| Participación                  | Participación                                    | 26.576              | 76,09               |                     | |
| Electores registrados          | Electores registrados                            | 34.927              | 100                 |                     | |
| San Carlos 1 Diputado          |                                                  |                     |                     |                     | |
| Partido                        | Partido                                          | Votos               | %                   | Bancas              | Candidatos |
|                                | Partido Justicialista                            | 1.471               | 33,49               | 1/1                 | 1. Eduardo Ramón Díaz |
|                                | Partido de la Victoria                           | 1.093               | 24,88               | 0/1                 | 1. María Soledad Villoldo |
|                                | Frente Sáenz Gobernador                          | 861                 | 19,60               | 0/1                 | 1. María del Carmen Vargas |
|                                | Partido Identidad Salteña                        | 808                 | 18,39               | 0/1                 | 1. Diego Ernesto Rojo |
|                                | Unión Victoria Popular                           | 159                 | 3,62                | 0/1                 | 1. Hugo Ricardo Cardozo |
| Votos positivos                | Votos positivos                                  | 4.392               | 96,52               |                     | |
| Votos en blanco                | Votos en blanco                                  | 158                 | 3,47                |                     | |
| Votos nulos                    | Votos nulos                                      | 0                   | 0,00                |                     | |
| Participación                  | Participación                                    | 4.550               | 74,56               |                     | |
| Electores registrados          | Electores registrados                            | 6.102               | 100                 |                     | |
| Santa Victoria 1 Diputado      |                                                  |                     |                     |                     | |
| Partido                        | Partido                                          | Votos               | %                   | Bancas              | Candidatos |
|                                | Partido de la Victoria                           | 1.857               | 37,04               | 1/1                 | 1. Francisco Osbaldo Acosta |
|                                | Partido Justicialista                            | 1.441               | 28,74               | 0/1                 | 1. Eleudoro Ydiarte |
|                                | Frente Sáenz Gobernador                          | 867                 | 17,29               | 0/1                 | 1. Delfo Ramírez |
|                                | Kolina                                           | 848                 | 16,91               | 0/1                 | 1. Oscar Jesús Ruiz |
| Votos positivos                | Votos positivos                                  | 5.013               | 96,27               |                     | |
| Votos en blanco                | Votos en blanco                                  | 194                 | 3,72                |                     | |
| Votos nulos                    | Votos nulos                                      | 2                   | 0,03                |                     | |
| Participación                  | Participación                                    | 5.209               | 66,20               |                     | |
| Electores registrados          | Electores registrados                            | 7.868               | 100                 |                     | |

### Cámara de Senadores
| ← 2017 · Cámara de Senadores · 2021 → | ← 2017 · Cámara de Senadores · 2021 →            | ← 2017 · Cámara de Senadores · 2021 →          | ← 2017 · Cámara de Senadores · 2021 → | ← 2017 · Cámara de Senadores · 2021 → | ← 2017 · Cámara de Senadores · 2021 → |
| Partido                               | Partido                                          | Partido                                        | Votos                                 | %                                     | Bancas                                |
| ------------------------------------- | ------------------------------------------------ | ---------------------------------------------- | ------------------------------------- | ------------------------------------- | ------------------------------------- |
|                                       |                                                  | Partido de la Victoria                         | 83.665                                | 29,10                                 | 3/11                                  |
|                                       | Partido Justicialista                            | 60.481                                         | 21,04                                 | 3/11                                  |                                       |
|                                       | Frente de Todos                                  | 10.212                                         | 3,55                                  |                                       |                                       |
|                                       | Partido de la Cultura, la Educación y el Trabajo | 6.993                                          | 2,43                                  |                                       |                                       |
|                                       | Felicidad                                        | 2.036                                          | 0,71                                  |                                       |                                       |
|                                       | Movimiento Libres del Sur                        | 1.470                                          | 0,51                                  | 1/11                                  |                                       |
|                                       | Kolina                                           | 399                                            | 0,14                                  |                                       |                                       |
| Total Frente de Todos                 | Total Frente de Todos                            | Total Frente de Todos                          | 165.256                               | 57,49                                 | 7/11                                  |
|                                       |                                                  | Frente Sáenz Gobernador                        | 76.319                                | 26,55                                 | 3/11                                  |
|                                       | Partido Identidad Salteña                        | 6.450                                          | 2,24                                  |                                       |                                       |
|                                       | Primero Salta                                    | 3.030                                          | 1,05                                  | 1/11                                  |                                       |
|                                       | Frente Plural                                    | 2.270                                          | 0,79                                  |                                       |                                       |
| Total Frente Sáenz Gobernador         | Total Frente Sáenz Gobernador                    | Total Frente Sáenz Gobernador                  | 88.069                                | 30,64                                 | 4/11                                  |
|                                       |                                                  | Unión Cívica Radical                           | 20.418                                | 7,10                                  |                                       |
|                                       | Ahora Patria                                     | 3.021                                          | 1,05                                  |                                       |                                       |
|                                       | Frente Olmedo Gobernador                         | 357                                            | 0,12                                  |                                       |                                       |
| Total Frente Olmedo Gobernador        | Total Frente Olmedo Gobernador                   | Total Frente Olmedo Gobernador                 | 23.796                                | 8,28                                  |                                       |
|                                       | Frente Grande                                    | Frente Grande                                  | 6.515                                 | 2,27                                  |                                       |
|                                       | Frente de Izquierda y de Trabajadores - Unidad   | Frente de Izquierda y de Trabajadores - Unidad | 3.827                                 | 1,33                                  |                                       |
| Votos positivos                       | Votos positivos                                  | Votos positivos                                | 287.463                               | 95,85                                 |                                       |
| Votos en blanco                       | Votos en blanco                                  | Votos en blanco                                | 12.387                                | 4,13                                  |                                       |
| Votos nulos                           | Votos nulos                                      | Votos nulos                                    | 50                                    | 0,02                                  |                                       |
| Participación                         | Participación                                    | Participación                                  | 299.900                               | 67,42                                 |                                       |
| Electores registrados                 | Electores registrados                            | Electores registrados                          | 444.802                               | 100                                   |                                       |
| Fuentes:                              |                                                  |                                                |                                       |                                       |                                       |

#### Resultados por departamento
| Anta 1 Senador                   | Anta 1 Senador        | Anta 1 Senador                                   | Anta 1 Senador | Anta 1 Senador |
| Candidato                        | Partido               | Partido                                          | Votos          | %              |
| -------------------------------- | --------------------- | ------------------------------------------------ | -------------- | -------------- |
| Marcelo Durval García            |                       | Partido Justicialista                            | 8.680          | 27,13          |
| Francisco Orellana               |                       | Partido de la Victoria                           | 7.681          | 24,01          |
| Luis "Luchín" Sarmiento          |                       | Partido Identidad Salteña                        | 5.288          | 16,53          |
| Ernesto Gómez                    |                       | Partido de la Cultura, la Educación y el Trabajo | 5.232          | 16,35          |
| Carmen Antonio Ruiz              |                       | Frente Plural                                    | 2.270          | 7,09           |
| Mauricio Álvarez                 |                       | Unión Cívica Radical                             | 1.433          | 4,48           |
| Gabriela Juncosa                 |                       | Primero Salta                                    | 1.399          | 4,37           |
| Votos positivos                  | Votos positivos       | Votos positivos                                  | 31.983         | 94,58          |
| Votos en blanco                  | Votos en blanco       | Votos en blanco                                  | 1.832          | 5,41           |
| Votos nulos                      | Votos nulos           | Votos nulos                                      | 2              | 0,00           |
| Participación                    | Participación         | Participación                                    | 33.817         | 68,83          |
| Electores registrados            | Electores registrados | Electores registrados                            | 49.132         | 100            |
| Cerrillos 1 Senador              |                       |                                                  |                |                |
| Candidato                        | Partido               | Partido                                          | Votos          | %              |
| Fernando Sanz                    |                       | Frente Sáenz Gobernador                          | 12.619         | 48,07          |
| María Laura de la Zerda          |                       | Frente de Todos                                  | 10.212         | 38,90          |
| Mario Cisnero                    |                       | Ahora Patria                                     | 2.074          | 7,90           |
| Alfredo Russo                    |                       | Unión Cívica Radical                             | 1.344          | 5,12           |
| Votos positivos                  | Votos positivos       | Votos positivos                                  | 26.249         | 94,79          |
| Votos en blanco                  | Votos en blanco       | Votos en blanco                                  | 1.442          | 5,20           |
| Votos nulos                      | Votos nulos           | Votos nulos                                      | 0              | 0,00           |
| Participación                    | Participación         | Participación                                    | 27.691         | 76,82          |
| Electores registrados            | Electores registrados | Electores registrados                            | 36.044         | 100            |
| General San Martín 1 Senador     |                       |                                                  |                |                |
| Candidato                        | Partido               | Partido                                          | Votos          | %              |
| Manuel Oscar Pailler             |                       | Partido de la Victoria                           | 44.785         | 53,72          |
| Alfredo Darouiche                |                       | Frente Sáenz Gobernador                          | 14.094         | 16,90          |
| Freddy Izursa                    |                       | Unión Cívica Radical                             | 10.401         | 12,47          |
| Alberto Oscar Romero             |                       | Partido Justicialista                            | 9.315          | 11,17          |
| Ivón García                      |                       | Frente Grande                                    | 2.791          | 3,34           |
| Susana Altamirano                |                       | Frente de Izquierda y de Trabajadores - Unidad   | 1.970          | 2,36           |
| Votos positivos                  | Votos positivos       | Votos positivos                                  | 83.356         | 95,98          |
| Votos en blanco                  | Votos en blanco       | Votos en blanco                                  | 3.486          | 4,01           |
| Votos nulos                      | Votos nulos           | Votos nulos                                      | 23             | 0,02           |
| Participación                    | Participación         | Participación                                    | 86.865         | 65,39          |
| Electores registrados            | Electores registrados | Electores registrados                            | 132.846        | 100            |
| Iruya 1 Senador                  |                       |                                                  |                |                |
| Candidato                        | Partido               | Partido                                          | Votos          | %              |
| Walter Hernán Cruz               |                       | Primero Salta                                    | 1.631          | 49,47          |
| Alfredo Soto                     |                       | Partido Justicialista                            | 1.024          | 31,06          |
| Rogelio Flores                   |                       | Frente Sáenz Gobernador                          | 504            | 15,29          |
| Rafael Quispe                    |                       | Partido de la Victoria                           | 100            | 3,03           |
| Juana Cañizares                  |                       | Unión Cívica Radical                             | 38             | 1,15           |
| Votos positivos                  | Votos positivos       | Votos positivos                                  | 3.297          | 98,24          |
| Votos en blanco                  | Votos en blanco       | Votos en blanco                                  | 59             | 1,76           |
| Votos nulos                      | Votos nulos           | Votos nulos                                      | 0              | 0,00           |
| Participación                    | Participación         | Participación                                    | 3.356          | 72,34          |
| Electores registrados            | Electores registrados | Electores registrados                            | 4.639          | 100            |
| La Candelaria 1 Senador          |                       |                                                  |                |                |
| Candidato                        | Partido               | Partido                                          | Votos          | %              |
| Alfredo Sanguino                 |                       | Movimiento Libres del Sur                        | 1.470          | 32,91          |
| Andrés Mellado Castellano        |                       | Frente Sáenz Gobernador                          | 1.460          | 32,69          |
| Carlos Adrián Orella             |                       | Partido Identidad Salteña                        | 1.162          | 26,01          |
| Ángel Sanguezo                   |                       | Partido Justicialista                            | 297            | 6,65           |
| Marianela Velarde Villa          |                       | Kolina                                           | 77             | 1,72           |
| Votos positivos                  | Votos positivos       | Votos positivos                                  | 4.466          | 96,41          |
| Votos en blanco                  | Votos en blanco       | Votos en blanco                                  | 166            | 3,58           |
| Votos nulos                      | Votos nulos           | Votos nulos                                      | 1              | 0,02           |
| Participación                    | Participación         | Participación                                    | 4.633          | 84,54          |
| Electores registrados            | Electores registrados | Electores registrados                            | 5.480          | 100            |
| La Viña 1 Senador                |                       |                                                  |                |                |
| Candidato                        | Partido               | Partido                                          | Votos          | %              |
| Jorge Pablo Soto                 |                       | Frente Sáenz Gobernador                          | 2.790          | 51,05          |
| Marcelo Santillán                |                       | Partido de la Victoria                           | 2.050          | 37,51          |
| José Lecuona                     |                       | Frente Olmedo Gobernador                         | 357            | 6,53           |
| Milton Torres                    |                       | Felicidad                                        | 268            | 4,90           |
| Votos positivos                  | Votos positivos       | Votos positivos                                  | 5.465          | 97,64          |
| Votos en blanco                  | Votos en blanco       | Votos en blanco                                  | 132            | 2,35           |
| Votos nulos                      | Votos nulos           | Votos nulos                                      | 0              | 0,00           |
| Participación                    | Participación         | Participación                                    | 5.597          | 78,26          |
| Electores registrados            | Electores registrados | Electores registrados                            | 7.151          | 100            |
| Metán 1 Senador                  |                       |                                                  |                |                |
| Candidato                        | Partido               | Partido                                          | Votos          | %              |
| Héctor D'Auría                   |                       | Partido de la Victoria                           | 11.921         | 52,96          |
| Roberto Gramaglia                |                       | Frente Sáenz Gobernador                          | 6.555          | 29,12          |
| Alejandro Sentana                |                       | Unión Cívica Radical                             | 2.087          | 9,27           |
| David Melián                     |                       | Partido Justicialista                            | 1.002          | 4,45           |
| Víctor Brandán                   |                       | Frente Grande                                    | 535            | 2,37           |
| María Fernanda Ruiz              |                       | Frente de Izquierda y de Trabajadores - Unidad   | 406            | 1,80           |
| Votos positivos                  | Votos positivos       | Votos positivos                                  | 22.506         | 96,22          |
| Votos en blanco                  | Votos en blanco       | Votos en blanco                                  | 884            | 3,77           |
| Votos nulos                      | Votos nulos           | Votos nulos                                      | 5              | 0,02           |
| Participación                    | Participación         | Participación                                    | 23.395         | 67,14          |
| Electores registrados            | Electores registrados | Electores registrados                            | 34.845         | 100            |
| Orán 1 Senador                   |                       |                                                  |                |                |
| Candidato                        | Partido               | Partido                                          | Votos          | %              |
| Juan Cruz Curá                   |                       | Frente Sáenz Gobernador                          | 26.986         | 38,45          |
| Baltasar Lara Gros               |                       | Partido Justicialista                            | 21.124         | 30,10          |
| Claudia Gloria Seco              |                       | Partido de la Victoria                           | 10.626         | 15,14          |
| Marcelo Camacho                  |                       | Unión Cívica Radical                             | 5.115          | 7,28           |
| Gladys Montellanos               |                       | Frente Grande                                    | 2.133          | 3,03           |
| Verónica Rallé                   |                       | Partido de la Cultura, la Educación y el Trabajo | 1.761          | 2,50           |
| Sandra Zárate                    |                       | Frente de Izquierda y de Trabajadores - Unidad   | 1.451          | 2,06           |
| José Rodríguez                   |                       | Felicidad                                        | 973            | 1,38           |
| Votos positivos                  | Votos positivos       | Votos positivos                                  | 70.169         | 96,61          |
| Votos en blanco                  | Votos en blanco       | Votos en blanco                                  | 2.458          | 3,38           |
| Votos nulos                      | Votos nulos           | Votos nulos                                      | 14             | 0,01           |
| Participación                    | Participación         | Participación                                    | 72.641         | 63,28          |
| Electores registrados            | Electores registrados | Electores registrados                            | 114.792        | 100            |
| Rivadavia 1 Senador              |                       |                                                  |                |                |
| Candidato                        | Partido               | Partido                                          | Votos          | %              |
| Mashur Lapad                     |                       | Partido Justicialista                            | 9.122          | 52,32          |
| Marcela Carabajal                |                       | Partido de la Victoria                           | 4.736          | 27,16          |
| Marcelo Cruz                     |                       | Frente Sáenz Gobernador                          | 1.958          | 11,23          |
| David Torres                     |                       | Ahora Patria                                     | 947            | 5,43           |
| Néstor Montes                    |                       | Frente Grande                                    | 669            | 3,83           |
| Votos positivos                  | Votos positivos       | Votos positivos                                  | 17.432         | 97,41          |
| Votos en blanco                  | Votos en blanco       | Votos en blanco                                  | 463            | 2,58           |
| Votos nulos                      | Votos nulos           | Votos nulos                                      | 3              | 0,01           |
| Participación                    | Participación         | Participación                                    | 17.898         | 67,28          |
| Electores registrados            | Electores registrados | Electores registrados                            | 26.601         | 100            |
| Rosario de la Frontera 1 Senador |                       |                                                  |                |                |
| Candidato                        | Partido               | Partido                                          | Votos          | %              |
| Javier Mónico Graciana           |                       | Partido Justicialista                            | 8.390          | 47,86          |
| Diego Pérez                      |                       | Frente Sáenz Gobernador                          | 7.958          | 45,39          |
| Adrián Salinas Ponce             |                       | Felicidad                                        | 795            | 4,53           |
| Facundo Aponte                   |                       | Frente Grande                                    | 387            | 2,20           |
| Votos positivos                  | Votos positivos       | Votos positivos                                  | 17.530         | 93,25          |
| Votos en blanco                  | Votos en blanco       | Votos en blanco                                  | 1.267          | 6,74           |
| Votos nulos                      | Votos nulos           | Votos nulos                                      | 0              | 0,00           |
| Participación                    | Participación         | Participación                                    | 18.797         | 73,99          |
| Electores registrados            | Electores registrados | Electores registrados                            | 25.404         | 100            |
| Santa Victoria 1 Senador         |                       |                                                  |                |                |
| Candidato                        | Partido               | Partido                                          | Votos          | %              |
| Carlos Ampuero                   |                       | Partido de la Victoria                           | 1.766          | 35,24          |
| Cástulo Yanque                   |                       | Partido Justicialista                            | 1.527          | 30,47          |
| Luis Arnaldo Altamirano          |                       | Frente Sáenz Gobernador                          | 1.395          | 27,84          |
| Ramón Carrazana                  |                       | Kolina                                           | 322            | 6,42           |
| Votos positivos                  | Votos positivos       | Votos positivos                                  | 5.010          | 96,19          |
| Votos en blanco                  | Votos en blanco       | Votos en blanco                                  | 198            | 3,80           |
| Votos nulos                      | Votos nulos           | Votos nulos                                      | 2              | 0,03           |
| Participación                    | Participación         | Participación                                    | 5.210          | 66,22          |
| Electores registrados            | Electores registrados | Electores registrados                            | 7.868          | 100            |